# 绿山战争
绿山战争 (阿拉伯语：‎，音译：阿可达山战争)，又称阿曼战争 (阿拉伯语：‎)、阿曼民族解放战争、阿曼人民反英起义，指马斯喀特苏丹国和阿曼教长国之间于1954年和1957年爆发的两次武装冲突。起因为阿曼教长国所控制的内陆地区发现石油资源，马斯喀特苏丹赛义德·本·泰穆尔遂在英国政府政治支持和伊拉克石油公司资金支持下向阿曼教长国宣战 。由于埃及和沙特阿拉伯等国对阿曼教长国的支持，战争形势始终相持不下，1959年英国政府决定加大干预力度，战争形势得到决定性转变。1959年1月30日英国-马斯喀特联军占领阿曼教长国最后两个据点，教长国伊玛目加利布·海伊流亡国外，马斯喀特苏丹国完全吞并阿曼教长国，战争宣告结束。
此次战争的结束标志着阿曼结束了长达几十年的分裂局面，完成了国家的统一，赛义德王朝的权威得到巩固，而在阿曼存在了数个世纪的伊玛目制度彻底瓦解。但在这一过程中苏丹赛义德为取得英国支持，同英国政府签订诸多不平等的政治与贸易条约，割让哈拉尼亚特群岛予英国，且允许英国人把持苏丹国的国防外交等各个部门，这使苏丹国被认为在事实上已成为英国殖民地。联合国大会于1965年、1966年和1967年通过了“关于阿曼问题的决议”，呼吁英国政府停止对当地人的一切镇压行动，结束英国对阿曼的控制，并重申阿曼人民具有不可剥夺的自决和独立权利。

## 背景
18世紀中葉，來自阿曼內部某小村莊的艾哈邁德·本·賽義德将波斯殖民者逐出阿曼，隨後當選伊瑪目，並以魯斯塔克為首都。1783年，當伊瑪目艾哈邁德·本·賽義德駕崩後，阿曼領土被劃分為沿海領土與內地領土。其中，沿海領土繼承了賽義德王朝的世襲，建立了马斯喀特苏丹国。而内陆的阿曼伊瑪目國則維持選舉君主制，爾後首都被遷回尼茲瓦。 此時，大英帝國熱衷於控制阿拉伯中南部，藉以扼殺其他歐洲大國日益增長的主導地位，並對抗18-19世紀阿曼等国的新興海上力量，因此英國开始支持馬斯喀特的賽義德王朝。大英帝國與蘇丹簽訂了一系列條約，旨在提高英國在馬斯喀特的政治和經濟利益，換取對蘇丹的保護承諾。至此，馬斯喀特蘇丹國變得愈來愈依賴英國的貸款與政治建議，本国经济也在外来英国资本影响下处于持续的欠发达状态。马斯喀特的政府架构中甚至出现过仅有一名官员为阿曼人，而国防部长、情报局长，苏丹首席顾问等其他职务均由英国人担任的现象。入驻马斯喀特的英国政治代理人认为，英国政府对马斯喀特的影响属于“完全的利己主义”，对当地的社会和政治状况缺乏关心，这也导致了沿海領土與內地領土社会的进一步撕裂。
19世纪末20世纪初，马斯喀特苏丹国和阿曼教长国之间关系进一步恶化，苏丹国与教长国虽在宗教信仰方面同为伊斯兰教伊巴德派，但在政治利益方面存在很大冲突，与亲英的苏丹国不同，教长国在伊玛目治下反英倾向明显，1913年，时任伊玛目萨利姆·阿尔哈鲁西发起一场反馬斯喀特暴动，直到1920年教长国同苏丹国在英国调停下签订《錫卜條約》才正式宣告结束。 此时英国对于阿曼内陆地区基本不存在战略上的控制需求，因此《锡卜条约》大体上维持了现有政治秩序，承认沿海的马斯喀特苏丹国具有统一主权，同时亦声明伊玛目治下的阿曼内陆具有充分的自治权，在事实上承认了阿曼教长国的独立。

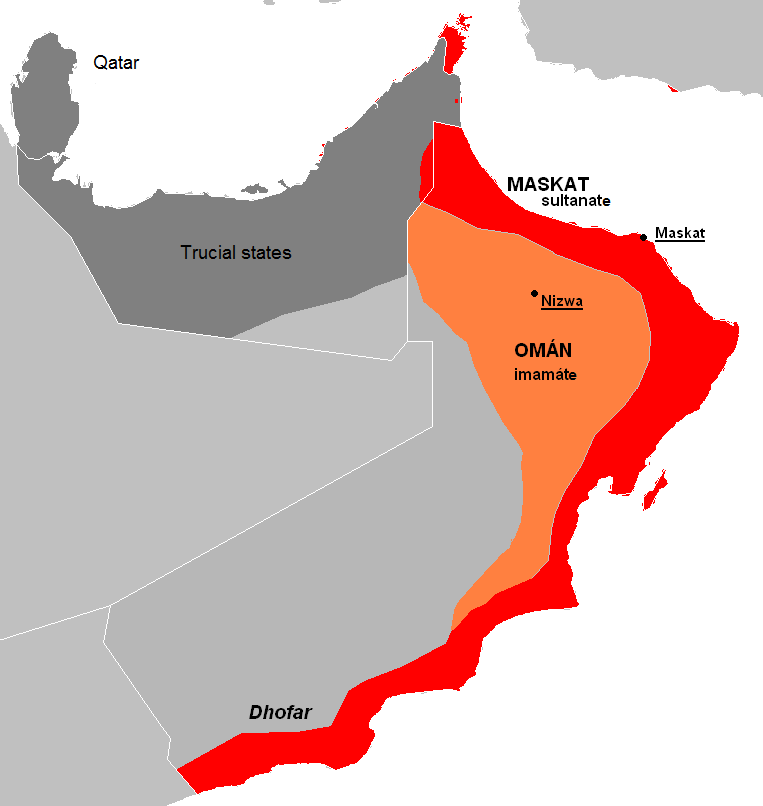
阿曼内陆地区(橙色)和马斯喀特沿海地区(红色)的分界

波斯湾其他地区发现石油后,英国石油公司渴望在阿曼寻找石油。 1923年1月10日,阿曼苏丹国和英国政府签订协议,规定阿曼苏丹国开采本国石油前必须与驻马斯喀特的英国政治专员商议,并获得英属印度政府的批准。 1928年7月31日,英伊石油公司(后更名为英石油)、皇家壳牌公司、法国民用石油公司(后更名为道达尔)、近东开发公司(后更名为埃克森美孚)和亚美尼亚商人卡卢斯特·古尔本基安签订“红线协议”,共同开采奥斯曼帝国解体后留下的地区的石油,包括阿拉伯半岛。四大公司各持23.75%的股份,卡卢斯特·古尔本基安持有剩余5%的股份。该协议规定,如果不包括其他利益相关方,签约方不得寻求在同意区域建立石油特许权。然而,除红线协议之外的其他石油公司有机会单独寻求石油特许权,这导致标准石油公司(后更名为雪佛龙)在1933年与沙特阿拉伯获得石油特许权。次年即1929年,协议各方成立了伊拉克石油公司(IPC)。
赛义德·本·泰穆尔于1932年继承苏丹之位时，马斯喀特苏丹国的国防体系完全依赖《英马防御协定》保障。其军事力量仅包含两类建制：由部落长老临时征募的民兵，以及从巴基斯坦俾路支斯坦地区招募的200人宫廷近卫队。根据1939年签署的《英马咨询协定》，新苏丹延续其父泰穆尔·本·费萨尔时期的附属国地位，承诺在石油特许权授予等重大国务决策前需获得英国政府背书。
1937年，苏丹与伊拉克石油公司（IPC）英国子公司签订协议，授予石油勘探特许权并获签约奖金。当IPC在苏丹国境内未发现石油后，声称阿曼内陆可能存在油藏，资助组建武装以应对伊玛目国抵抗。英国政府支持该计划，既谋求领土扩张利益，又将阿曼石油视为对抗中东其他地区动荡的保险。赛义德实施高压统治，推行非发展政策，严禁其认定的"颓废事物"及批评言论。1951年《英马友好条约》规定苏丹国不得限制英国货物进出口。
1954年前，苏丹国与沙特阿拉伯就拥有石油储备的布赖米绿洲存在主权争议。1953年初，苏丹国组建500人部队应对沙特占领，同年8月准备进军时被英国政府要求暂缓行动 。1957年10月，英国首相艾登下令英军进入布赖米，宣布该地区归属苏丹国 。此争议持续至苏丹国与伊玛目国战争期间。

## 过程

### 早期计划
苏丹国对阿曼内陆的军事行动筹划始于1945年初，当时有消息传出伊玛目阿尔哈利利（后任伊玛目加里卜·阿尔希奈的前任）健康状况急转直下。苏丹赛义德·本·泰穆尔随即向英国政府表明意图，计划在现任伊玛目逝世后立即接管伊玛目国政权，并利用可能出现的继承危机介入局势。  英国驻马斯喀特政治事务官强烈反对石油公司直接与阿曼内陆当局接触的提议，认为这种外交承认将实质提升伊玛目国的政治地位。该官员在秘密备忘录中强调，实现内陆石油资源开发的唯一可行方案，是协助苏丹政权完成对伊玛目国的军事兼并。  英国政府随后确立了三重战略目标：避免与内陆政权直接建交以维持苏丹宗主权威；确保伊拉克石油公司（IPC）获得的特许权涵盖整个阿曼地区；通过代理人战争避免直接军事介入引发的国际争议。  苏丹政权着重利用阿曼内陆哈纳维派与加菲里派的百年世仇，自1937年起在英国情报部门配合下，持续策反加菲里部落领袖脱离伊玛目国。尽管初期收效甚微，但这项分化策略为后续军事行动奠定了基础。  1946年9月，英国战争部秘密拟定了代号"沙漠之鹰"的作战方案，计划动用英国皇家空军实施快速部署。尽管承认空中优势能大幅缩短作战周期，但外交部最终以"避免联合国安全理事会介入"为由否决了该计划，改为通过第三国渠道向苏丹政权输送包括反坦克炮和无线通讯设备在内的现代化装备。  1954年5月3日，随着伊玛目阿尔哈利利的逝世，权力真空如期而至。经过三天密室政治，原首席大法官加里卜·阿尔希奈在哈纳维派系支持下继任伊玛目。

### 第一个冲突阶段
1954年10月10日，赛义德正式批准伊拉克石油公司在伊玛目国实际控制的法胡德地区进行石油勘探作业，并派遣常规部队进驻该区域。 伊玛目国政府认定该行动直接违反1920年签署的塞卜条约中关于领土主权的条款。  次日上午，苏丹国陆军第23机械化营完成对塔纳姆的战略控制。12月13日，由英国军事顾问团（含8名现役军官）直接指挥的"马斯喀特-阿曼野战部队"，从法胡德基地向东南方向推进27公里，占领亚当交通枢纽。  12月15日凌晨，MOFF部队在未遭遇实质性抵抗的情况下进入伊玛目国首都尼兹瓦。随着行政机构的撤离，苏丹国自1913年英奥曼条约签订以来首次恢复对内陆地区的实际控制。 原伊玛目国核心成员——包括伊玛目之弟塔利卜·阿尔希奈与鲁斯塔克地方行政长官——经艾因边境口岸流亡至埃及，开始寻求阿拉伯国家联盟的正式军事介入。

### 阿拉伯世界干预与冲突升级
随着阿拉伯统一运动的兴起及贾迈勒·阿卜杜勒·纳赛尔领导的泛阿拉伯主义思潮影响，埃及与伊拉克开始公开支持伊玛目国。伊玛目国在开罗正式设立驻埃及办事处以协调外交事务。  与此同时，苏丹国与沙特阿拉伯就布赖米绿洲的领土争议，以及沙特试图在阿拉伯冷战中削弱纳赛尔影响力的战略考量，促使沙特转而支持伊玛目国。  美国国务卿约翰·杜勒斯在1957年8月的记者会上明确表示采取不干涉立场， 即便伊玛目国通过驻开罗使馆提出和平谈判请求，美国也未进行实质性调解。 美国的利益考量具有双重性：既通过雪佛龙前身加州标准石油持有沙特阿美股份，又以埃克森美孚前身近东开发公司参与伊拉克石油公司，在阿拉伯半岛石油特许权竞争中保持平衡，同时维系与沙特、英国的双边同盟关系。

### 起义军反攻
1957年，伊玛目之弟塔利卜·本·阿里·阿尔希奈（Talib bin Ali al-Hinai）率300名装备精良的战士从巴提奈海岸登陆阿曼。第二支分队在盖勒哈特登陆后向比迪亚推进，成功诱使马斯喀特-阿曼野战部队（MOFF）主力南移。塔利卜部队突破防线与伊玛目加里卜在乌拉谷会师。起义军在比拉德赛特夺取要塞塔楼后，MOFF指挥官奇斯曼中校调集炮兵连实施围攻，但因缺乏重武器被迫撤退。  塔利卜部队切断了MOFF通讯线路，在巴赫莱要塞等关键据点取得胜利。MOFF在塔努夫、卡马等地遭遇伏击，损失十余辆军车及大量装备。安德森少校建议苏丹将部队撤至沙漠地带，仅留小股部队驻守尼兹瓦。撤退途中，MOFF主力在亲起义城镇的袭扰下基本瓦解。
至1957年末，起义军已收复尼兹瓦、菲尔格、伊兹基、绿山等要地，仅伊卜里仍在苏丹国控制下。

### 僵局
苏丹国军队在英军上校大卫·斯迈利的指挥下完成重组。巴提奈部队被改编为北方边防团,原马斯喀特-阿曼野战部队的残部则整编为新的马斯喀特团(MR)。在各级作战单位中,俾路支人与阿拉伯士兵接受混编,此举虽有效防止部队投敌或公开同情内陆势力,但也因语言隔阂导致部队内部频发紧张关系,作战指令时常无法有效传达。事实上所谓"阿曼士兵"多从佐法尔省征召,在阿拉伯士兵群体中普遍遭到歧视。
此时的苏丹军队仍无力攻陷塔利卜武装的绿山要塞。通往绿山的几条狭窄山道仅容单列通过,根本无法展开超过连级规模的攻势。陆军曾调集四个步兵连(含两个来自特鲁西尔阿曼侦察队的连队,该部后成为阿联酋武装力量前身)试图从南坡仰攻,但指挥官评估突袭风险后迅速终止了行动。另一次攻势中,地面部队作伴攻态势撤退后,英国皇家空军的沙克尔顿轰炸机对假想中的敌军集结区实施覆盖轰炸,实则未并造成任何有效杀伤。 驻沙迦空军基地的毒液战斗机则对山区的反叛堡垒实施轰炸扫射。持续两年间,起义军持续在绿山周边公路布设地雷,伏击苏丹国武装部队(SAF)、英军分遣队及石油公司车辆。装备二战时期老旧英制武器的SAF被分散部署于山脚村镇据点,防御态势极其被动,火力明显逊色于塔利卜武装的新型装备。尽管巴基斯坦炮兵阿什拉夫中尉指挥的全俾路支炮兵连配备两门5.5英寸中型火炮对山顶高地实施骚扰打击,效果甚微。英国皇家空军持续轰炸高原聚居区,至今仍可见1958年空袭遗迹——坠毁的毒液FB4喷气机残骸及飞行员克莱夫·欧文·沃金森上尉的墓地保存完好,后者由当地村民安葬于塞格高原。

### 英国决定性的攻击（1959年）
据一些英国军官估计，英国将需要一个旅的全面进攻来夺回阿可达山。斯迈利和其他人认为，由特种部队提供支援的小型行动就足够了。最终在1959年，特种空勤团（British Special Air Service Regiment）派出了两支中队，由安东尼·德南·德拉蒙德（Anthony Deane-Drummond）率领。他们在阿可达山北部的边远地区进行了佯装行动，之后在夜间攀登了山的南部，让叛军措手不及。在他们到达山顶之后，补给就被空投给了他们，这可能误导了一些叛军，认为这是伞兵的攻击。
阿曼伊斯兰教长国被击败了，塔利卜和他的战士要么伪装成当地居民，要么逃到沙特阿拉伯。伊玛目加利布在沙特阿拉伯流亡。
这五年的冲突使数百名反政府武装分子死亡，并使英国和马斯喀特苏丹国支出巨大的人力成本。在1959年决定性的进攻中，苏丹的13名武装士兵和英军人员死亡，176名艾巴德派教徒在最后一个月的战斗中丧生。

## 后续
随着伊玛目的失败，《锡卜条约》被终止，阿曼的自治伊斯兰教法也被废除。 20世纪60年代初，伊玛目被流放到沙特阿拉伯，得到了东道主和其他阿拉伯国家政府的支持，但这种支持在20世纪80年代结束了。
尽管失败了，但一些叛乱分子仍然从沙特阿拉伯或阿拉伯联合酋长国进入阿曼，并铺设地雷，继续造成部队伤亡和平民车辆伤亡。1961年在迪拜发生的“MV Dara”事件被认为是由这样一个地雷引起的。苏丹武装部队由于人数较少，难以防止这种渗透活动。1960年，阿曼建立了一支准军事部队“阿曼宪兵队”，以协助苏丹武装部队执行任务，也负责接管正常的警务工作，使得地雷运动最终减少了。

## 脚注
[a].^  Casualties breakdown (213-523+ killed):
1957年，Bilad Sait - Omani团(300人)的战斗遭受重大伤亡，结果被解散; 此外，在坦努夫的阿曼部队中有3人受伤。
1958年的空中战役——一名英国飞行员死亡，大量的反叛分子伤亡。 大约20 - 30名叛军于1958年12月被杀。
1959年进攻- 13名英军和马斯喀特军队死亡，57人受伤;Ibadis死亡，57人受伤。